# Madeleine Potter

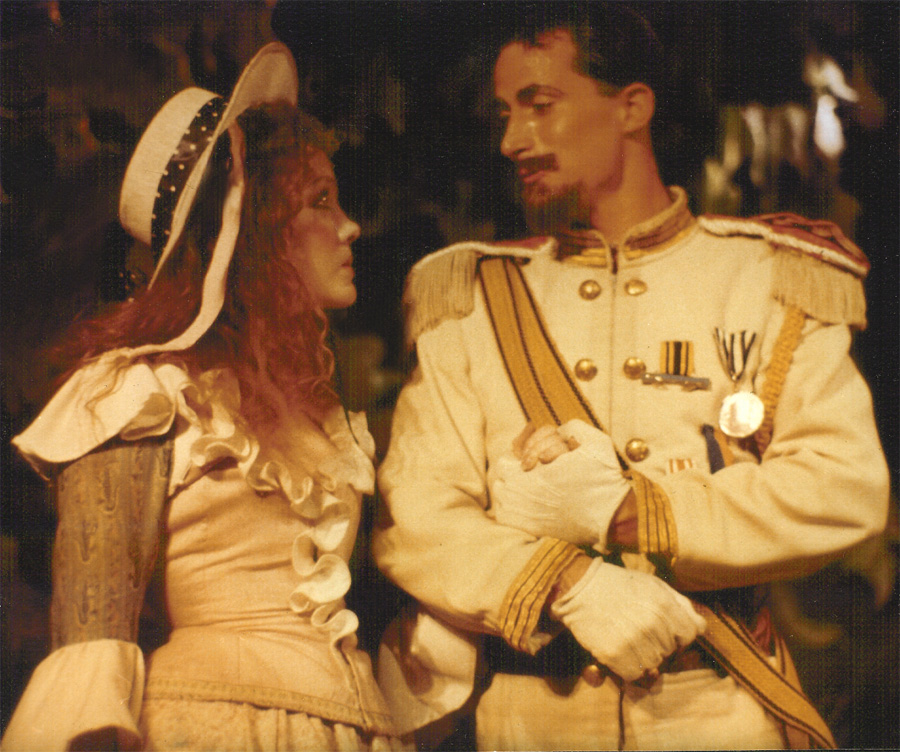
Madeleine Potter und Peter Siiteri in Loves Labor’s Lost, The Shakespeare Center, 1981

Madeleine Potter (* 1. September 1958 in Washington, D.C.) ist eine US-amerikanische Schauspielerin, die im Film, im Fernsehen und auf dem Theater in Erscheinung tritt. Sie wurde einem breiteren Publikum vor allem bekannt durch ihre Zusammenarbeit in vier Filmen mit dem Regisseur James Ivory.

## Biografie
Sie wuchs als Tochter eines Diplomaten auf. Ihre schauspielerische Tätigkeit begann sie Anfang der 1980er Jahre mit Rollen an kleinen Privattheatern und auf Theaterfestivals in New York City, wo sie bald tragende Rollen übernahm. 1984 stand sie als Olivia in der Komödie Was ihr wollt (Twelfth Night) von William Shakespeare auf der Bühne des New Yorker Triplex Theatre, 1984–1985 als Ophelia in Shakespeares Hamlet im Folger Theatre in ihrer Heimatstadt Washington. Weitere Theaterengagements in New York folgten. Parallel dazu begann sie, Rollen in Film und Fernsehen zu übernehmen. So hatte sie 1983 eine Nebenrolle in der CBS-Produktion Svengali neben Jodie Foster und Peter O’Toole. 1984 spielte sie in ihrem Leinwanddebüt Die Damen aus Boston erstmals unter der Regie von James Ivory – das einzige Mal in einer tragenden Hauptrolle. In dem Film nach einem Roman von Henry James verkörpert sie als Verena Tarrant eine junge Frau, die von einem Mann (Christopher Reeve) und einer Frau (Vanessa Redgrave) gleichzeitig begehrt wird. Der Filme brachte Redgrave eine Oscar-Nominierung ein. Weitere Filme unter Ivorys Regie waren kleinere Rollen in Großstadtsklaven (1989) (nach Tama Janowitz) mit Bernadette Peters und Chris Sarandon und Die goldene Schale (nach Henry James) mit Kate Beckinsale und Nick Nolte. 2005 übernahm sie die ausgebaute Nebenrolle der Grushenka in The White Countess (2005) nach einem Roman von Kazuo Ishiguro. Daneben war sie in kleineren Filmproduktionen sowie in Fernsehspielen in den USA und Großbritannien zu sehen. 1990 spielte sie in dem italienischen Episoden-Horrorfilm Two Evil Eyes (nach Motiven von Edgar Allan Poe) von Dario Argento und George A. Romero in der Episode The Black Cat eine tragende Rolle neben Harvey Keitel, Martin Balsam und Kim Hunter.
Seit 2000 ist Potter neben ihrer Film- und Fernseharbeit ein häufiger Gast auf Londoner Theaterbühnen, wo sie in gesellschaftskritischen Stücken jüngerer zeitgenössischer Autoren zu sehen ist.
Aus der Verbindung mit dem irischen Schauspieler Patrick Fitzgerald hat sie eine Tochter, Madeleine Daly, die in zwei Filmen in Kinderrollen eingesetzt wurde.

## Filmografie (Auswahl)
- 1983: Svengali (Fernsehfilm)
- 1984: Die Damen aus Boston (The Bostonians)
- 1986–1988: Der Equalizer (The Equalizer, Fernsehserie, 2 Folgen)
- 1987: Hello Again – Zurück aus dem Jenseits (Hello Again)
- 1988: Tod oder Joker (The Suicide Club)
- 1989: Großstadtsklaven (Slaves of New York)
- 1990: Two Evil Eyes (Due occhi diabolici, Episodenfilm, Episode The Black Cat)
- 1996: Die Glut der Gewalt (Harvest of Fire, Fernsehfilm)
- 2000: Die goldene Schale (The Golden Bowl)
- 2001: Flucht vor der Vergangenheit (The Whistle-Blower)
- 2003: Mord auf Seite eins (State of Play, Fernsehserie, 2 Folgen)
- 2005: The White Countess
- 2006: Inspector Barnaby (Midsomer Murders) Fernsehserie, Staffel 9, Folge 6: Pikante Geheimnisse (Country Matters)
- 2012: Red Lights
- 2016: Mr Selfridge (Fernsehserie, 1 Folge)